# GJ 3483
GJ 3483 (WD 0806-661 / LTT 3059) es un sistema binario compuesto por una enana blanca y una enana marrón.
De magnitud aparente +13,70, está encuadrado en la constelación de Volans y se encuentra a 62,5 años luz del sistema solar.

## Enana blanca
La componente principal de GJ 3483 es una enana blanca de tipo espectral DQ4.2, siendo el helio el elemento predominante en su atmósfera.
Las enanas blancas son remanentes estelares que no generan energía por fusión nuclear, sino que radian al exterior el exceso de calor a un ritmo constante, por lo que con el tiempo su temperatura superficial va descendiendo.
GJ 3483 tiene una elevada temperatura efectiva de 10.250 ± 70 K y una edad —como remanente estelar— de 670 millones de años.
Se piensa que la estrella progenitora tenía una masa de 2,0 ± 0,3 masas solares y que permaneció en la secuencia principal durante 1300 millones de años, por lo que GJ 3483 tiene una edad total entre 1500 y 2700 millones de años.
Su luminosidad equivale al 0,15% de la luminosidad solar y posee una masa de 0,62 ± 0,03 masas solares.

## Enana marrón
La enana marrón del sistema, denominada GJ 3483 B, tiene una masa entre 10 y 13 veces la masa de Júpiter y una temperatura igual o inferior a 400 K, lo que la convierte en una de las enanas marrones más frías que se conocen.
La separación proyectada entre los dos objetos es de 2500 UA.
Si se asume que esta distancia corresponde al semieje mayor de la órbita, cuando GJ 3483 estaba en la secuencia principal, la separación orbital entre ambos era de 780 UA aproximadamente.